# Palazzo Fè D'Ostiani
Palazzo Materossi, già Fè d'Ostiani, è un edificio storico di Brescia. Situato in corso Giacomo Matteotti al civico numero 54, è stato costruito a partire dal XVIII secolo dalla famiglia dei Fè d'Ostiani in pieno centro storico sud, in quella che una volta era la cosiddetta quadra di San Giovanni. La dimora nobiliare, inoltre, sorge a poca distanza della settecentesca collegiata dei Santi Nazaro e Celso.

## Storia

### Una nuova dimora
L'odierno edificio settecentesco fu eretto per volontà di Giulio Fè che, nel 1711, aveva sposato la quindicenne Cecilia Cigola. Egli decise dunque, proprio in occasione del suddetto matrimonio, di rinnovare la dimora familiare e farne erigere una nuova, facendo appunto demolire quella precedente ed incaricando un architetto bolognese, tale Manfredi, come testimoniato anche dall'opera di Luigi Fè d'Ostiani. In ogni caso, non vi sono evidenze documentarie a supporto di una certa attribuzione del palazzo alla figura di questo architetto, peraltro non citato in alcuna fonte coeva e di cui non sono rimaste opere a testimoniarne l'attività, né a Bologna né a Brescia; come sottolineato anche dallo studioso Fausto Lechi, tra l'altro, la già citata figura dell'architetto bolognese si occupò soltanto di realizzare alcuni progetti preliminari, senza che poi essi furono effettivamente realizzati. L'attuazione finale fu infatti affidata all'architetto bresciano Giovanni Battista Marchetti, il quale è l'unico e il solo ideatore della dimora nobiliare: i disegni realizzati da quest'ultimo, appunto, sono tutti databili al 1720 e uno risulta anche corredato di firma dello stesso Marchetti.

### Tempi dei lavori e fabbrica del palazzo
Non è certo quando il palazzo venne ultimato. Con ogni probabilità, comunque, la prima pietra fu posta nel 1716 e la stessa fabbrica del palazzo dovrebbe considerarsi ultimata, almeno nelle sue strutture architettoniche principali, entro la metà del Settecento. La decorazione delle grandi sale, invece, fu eseguita molti anni dopo. Il palazzo, in ogni caso, fu coinvolto nella disastrosa esplosione della polveriera di Porta San Nazaro del 1769, quando, a causa dei detriti e della stessa onda d'urto dovuta alla conflagrazione, il muro verso mezzogiorno fu fortemente danneggiato: per le restante parti, l'edificio non subì gravi danni e il medesimo sopra citato muro recava, fino al 1938, i danni subiti, quando in quella stessa data furono inconsultamente cancellati da un muratore o capomastro.

### Nel Novecento
A causa dei gravissimi danni subiti nel corso dei bombardamenti del 1945, il palazzo fu distrutto in tutta l'ala di mezzodì, riportando anche ingenti danni nel portico del corpo centrale; in seguito, comunque, i discendenti del conte Alfredo Fè d'Ostiani, stabilmente residenti a Torino dalla prima metà del Novecento, decisero nel 1946 di vendere la dimora nobiliare alla bresciana banca di San Paolo, che la adibì a sede di vari sindacati e organizzazioni cattoliche. In questo periodo, nondimeno, il palazzo versava in condizioni assai precarie: è solo dal 1950 in poi che, grazie all'intervento di Pierino Materossi, ricco produttore di vini di Bagnolo Mella, l'edificio fu ricostruito nelle sue parti distrutte e vennero poi consolidate quelle pericolanti.

## Descrizione

### Planimetria e facciata
Il palazzo si presenta, a livello planimetrico, con una tipica soluzione adottata in ambito bresciano, ossia quella della cosiddetta pianta a ferro di cavallo.

Particolare del portale d'ingresso del palazzo
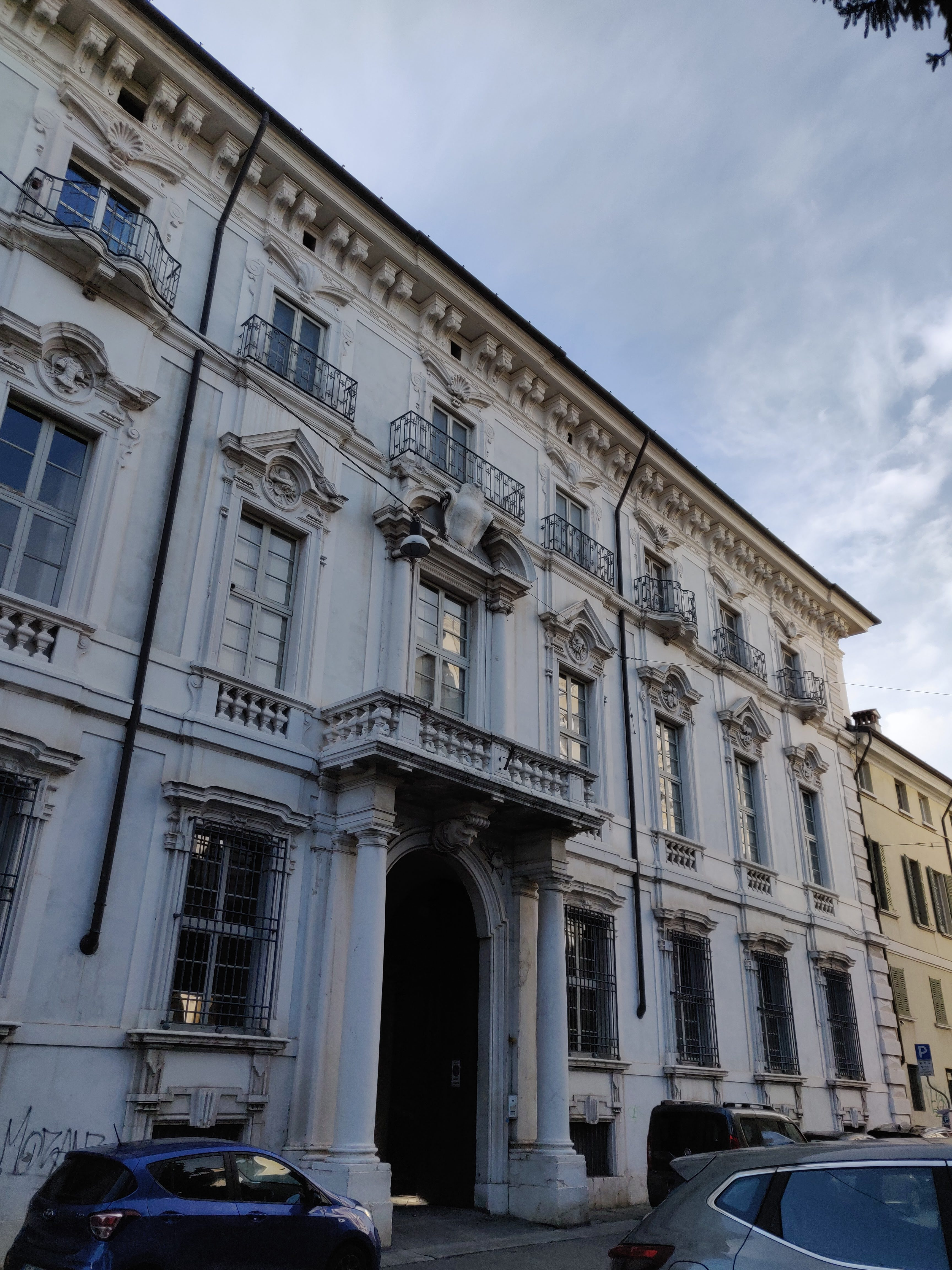

La facciata stessa dell'edificio, solenne ed in pieno stile barocco, si presenta come una delle più imponenti ed originali, in ambito di architettura civica, dell'intera città: la stessa facciata risulta divisibile in otto fasce verticali, ciascuna composta da una finestra per piano, per poi essere incluse in due paraste bugnate poste nelle due estremità laterali dell'edificio; questo elemento di unità delle finestre, collegate verticalmente «senza soluzione di continuità», ha fatto attribuire allo studioso Fausto Lechi con ulteriore certezza la progettazione dell'edificio a Giovanni Battista Marchetti, dal momento che tale soluzione è impiegata anche nella facciata di palazzo Bruni Conter, anch'esso opera del Marchetti.
Le finestre del primo piano nobile, peraltro, si presentano corredate di davanzali a balaustra e medaglioni circolari, incoronati da frontoni a linea mista, quattro dei quali terminanti in un ulteriore frontone ma ottusangolo. Il portale d'accesso al palazzo è poi scandito da due monumentali colonne tuscaniche che si sporgono verso il suolo stradale, e sorreggono un balcone con balaustra; al livello di quest'ultimo vi è una finestra incorniciata da due semicolonne, le quali sostengono un frontone a tutto sesto spezzato, al cui centro vi è uno stemma.